# Meall nan Tarmachan
Der Meall nan Tarmachan ist ein 1044 Meter hoher Berg in Schottland. Sein gälischer Name bedeutet Berg der Schneehühner. Der als Munro eingestufte Berg ist der höchste Gipfel und einzige Munro der Tarmachan Ridge, einer am Nordufer von Loch Tay nördlich von Killin liegenden Bergkette in Perthshire. Die Berggruppe liegt westlich der Bergkette rund um den Ben Lawers, von der sie durch den Stausee Lochan na Lairige und das Tal des Burn of Edramucky getrennt wird.

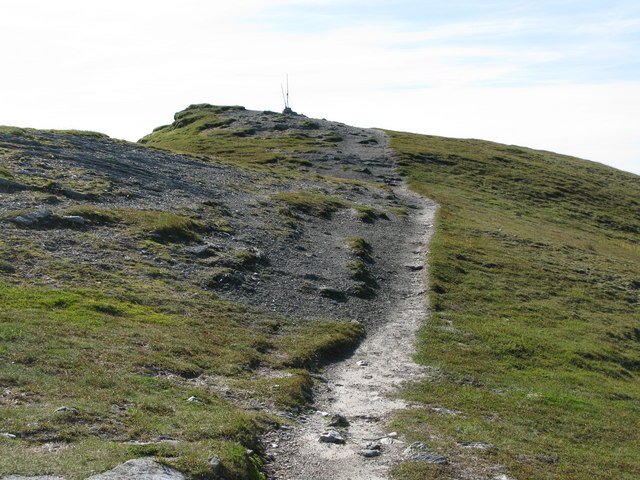
Anstieg zum Gipfel des Meall nan Tarmachan

Die gesamte Tarmachan Ridge besteht aus vier Gipfeln, unter denen der Meall nan Tarmachan der östlichste ist. Nach Südwesten schließen sich die aufgrund fehlender Eigenständigkeit als sogenannte Tops klassifizierten Gipfel des 1026 Meter hohen Meall Garbh, des 1000 Meter hohen Beinn nan Eachan und des 916 Meter hohen Creag na Caillach an. Der die vier Gipfel verbindende Berggrat ist felsig und teilweise steil abfallend, während die unteren Hänge der Berggruppe aus Moor- und Grasland mit sanfteren Neigungen bestehen. Nach Südosten besitzt der Meall nan Tarmachan einen zweiten, mit 923 Meter etwas niedrigeren Vorgipfel. Nach Norden läuft der Berg in einen langen Grat bis zum 774 Meter hohen Creag an Lochain aus. Während dieser Grat nach Osten steil und felsig zum Ufer des Lochan na Lairige abfällt, liegen auf der Westseite sanftere Hänge, die zusammen mit einem vom Beinn nan Eachan nach Norden laufenden Grat ein weites, hufeisenförmiges Kar auf der Nordseite der Tarmachan Ridge bilden. Die Südseite der gesamten Berggruppe gehört wie die Südseite der benachbarten Gruppe um den Ben Lawers dem National Trust for Scotland und ist als National Nature Reserve ausgewiesen.
Zwar bietet die Berggruppe Munro-Baggern mit dem Meall nan Tarmachan nur ein einziges Ziel, die Überschreitung der Tarmachan Ridge gehört aber aufgrund der gebotenen Aussicht und der immer wieder erforderlichen abwechslungsreichen leichten Kletterei über den Grat zu einer der beliebtesten Bergtouren in den südlichen Highlands. Sie erfordert zudem nur einen relativ kurzen Anstieg von einem Parkplatz an der schmalen Verbindungsstraße zwischen Loch Tay und Glen Lyon. Der Anstieg zum Gipfel verläuft über den südöstlichen Vorgipfel und zum Schluss durch die unterhalb des Gipfels liegenden, als Cam Chreag bezeichneten Felsen.